# Ren Boksing
Ren Boksing er en bog om boksning skrevet af Erling Hanssen og udgivet i 1931 på
J. W. Cappelens Forlag i Oslo. Bogen er på 78 sider og handler om boksning generelt, specielt bokseteknikker. Både afstandsboksing og nærkamp bliver beskrevet i bogen. Finterene og taktikkerene bliver også omtalt, det samme gører selve dommeren og bokserens forhold til publikum. 
Bogen er rigt illustreret med sort-hvid-billeder af de forskellige og parader. Den sidste del af bogen er handler om boksereglerne fastsat af Det internationale Amatørbokseforbund (FIBA). Forordet er skrevet af bokseren Georg Antonius Brustad.